# Yltiä järnvägsstation
Yltiä järnvägsstation är en nedlagd järnvägsstation i byn Yltiä i Keuru stad, i landskapet Mellersta Finland i Finland. Stationen ligger vid Haapamäki–Björneborg-banan.
Stationsbyggnaden som hade ritats av Thure Hellström blev färdig år 1938. Passagerartrafik började den 15 november 1938. Området runt stationen var till stor del obebyggt.
I samband med att passagerartrafiken upphörde längs hela Björneborg–Haapamäki-banan så lades stationen ner. Godstrafik fortsatte på banan tills år 1984, då hela banan lades ner. Museitåg fortsatte att trafikera längs stationen fram till 1995. I dag anordnar Haapamäki ånglokomotivpark dressinturer till stationen från Haapamäki.
Det fanns också ett kort banavsnitt till sjön Yltiä från stationen, men som har rivits.